# Classement mondial féminin de la FIBA
Le classement mondial féminin de la FIBA est le classement FIBA des équipes nationales féminines de basket-ball. La FIBA classe les équipes nationales féminines dans les compétitions seniors et juniors. Il publie également des classements combinés pour toutes les compétitions impliquant les deux sexes.

## Top 20 actuel
Le classement mondial FIBA, au 8 août 2025, s'établit comme suit :
| Classement | Équipe       | Confédération | Score total | +/- Positions |
| ---------- | ------------ | ------------- | ----------- | ------------- |
| 1          | États-Unis   | Amériques     | 880.9       | en stagnation |
| 2          | Australie    | Asie          | 719.6       | en stagnation |
| 3          | France       | Europe        | 719.2       | en stagnation |
| 4          | Chine        | Asie          | 712.7       | en stagnation |
| 5          | Belgique     | Europe        | 702.1       | 1             |
| 6          | Espagne      | Europe        | 698.2       | 1             |
| 7          | Canada       | Amériques     | 661.6       | en stagnation |
| 8          | Nigeria      | Afrique       | 640.1       | 3             |
| 9          | Brésil       | Amériques     | 637.8       | 1             |
| 10         | Serbie       | Europe        | 615.2       | 2             |
| 11         | Japon        | Asie          | 613.3       | 2             |
| 12         | Allemagne    | Europe        | 602.4       | 1             |
| 13         | Porto Rico   | Amériques     | 534.3       | 1             |
| 14         | Italie       | Europe        | 477.6       | 2             |
| 15         | Corée du Sud | Asie          | 474.7       | 1             |
| 16         | Turquie      | Europe        | 392         | 1             |
| 17         | Tchéquie     | Europe        | 389.2       | 1             |
| 18         | Mali         | Afrique       | 343.7       | 6             |
| 19         | Colombie     | Amériques     | 331.6       | 11            |
| 20         | Hongrie      | Europe        | 325.2       | 5             |

## Calcul

### Depuis 2019
Depuis novembre 2019, la FIBA utilise un système basé sur le jeu similaire au classement masculin.

### Jusqu'en 2019
La FIBA utilise toujours le système basé sur la compétition pour déterminer son classement féminin. Comme indiqué ci-dessus, ce système était également utilisé pour déterminer les classements masculins avant 2017. La FIBA a annoncé qu'elle introduirait une procédure de classement basée sur le jeu similaire à celle actuellement utilisée pour les classements masculins dans un avenir indéterminé.

#### Poids des événements
La FIBA utilise une moyenne pondérée pour déterminer le poids statistique de chacun des tournois. Chaque événement se voit attribuer un poids en points basé en partie sur la compétitivité du tournoi et en partie sur les équipes nationales qui participent:
| Nombre | Événement             | Poids |
| ------ | --------------------- | ----- |
| 2      | Coupe du monde        | 5     |
| 2      | Jeux olympiques       | 5     |
| 4      | Championnat d'Afrique | 0.2   |
| 4      | Coupe des Amériques   | 0.8   |
| 4      | Coupe d'Asie          | 0.3   |
| 4      | Championnat d'Europe  | 1     |
| 4      | Championnat d'Océanie | 0.1   |

#### Points de classement de la compétition

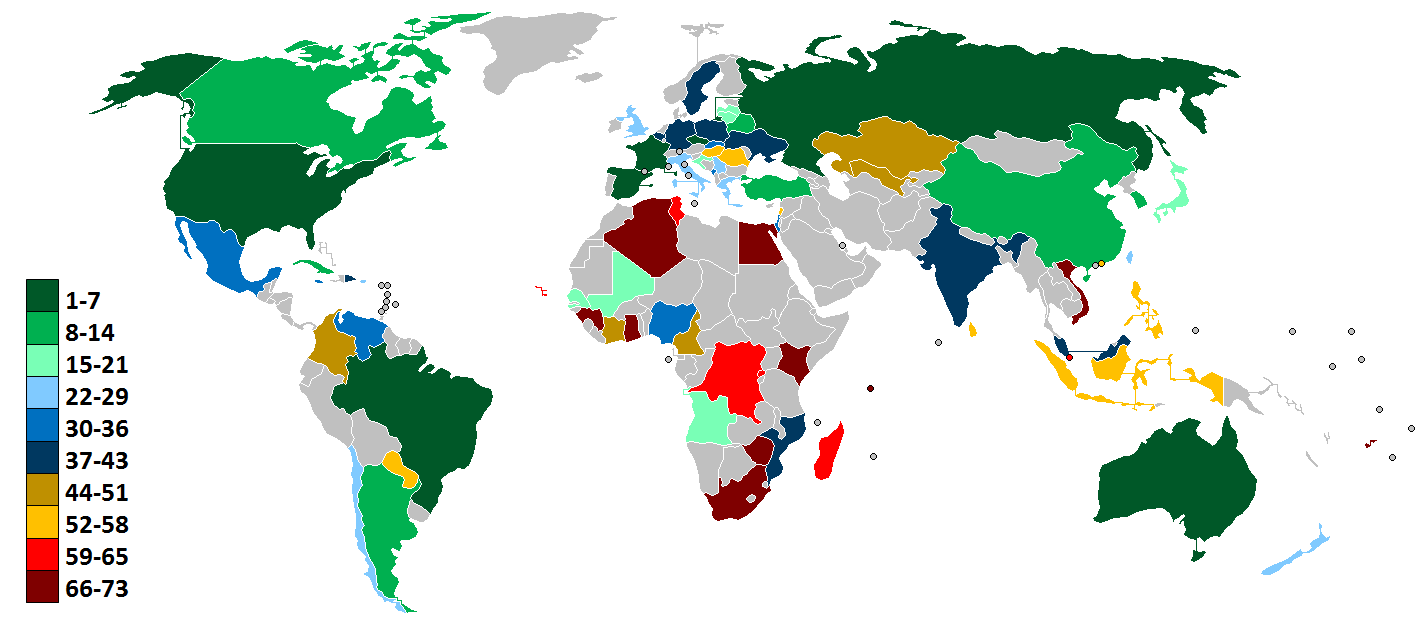
Carte du classement mondial féminin de la FIBA

Contrairement aux tournois de football, les équipes doivent encore passer par une série de tours de consolation et de classement même si elles ont été éliminées de la course au titre, afin qu'un classement complet des équipes soit possible.
| Classement de la compétition | Points |
| ---------------------------- | ------ |
| Médaille d'or (1er)          | 50     |
| Médaille d'argent (2e)       | 40     |
| Médaille de bronze (3e)      | 30     |
| 4e                           | 15     |
| 5e                           | 14     |
| 6e                           | 13     |
| 7e                           | 12     |
| 8e                           | 11     |
| 9e                           | 10     |
| 10e                          | 9      |
| 11e                          | 8      |
| 12e                          | 7      |
| 13e                          | 6      |
| 14e                          | 5      |
| 15e                          | 4      |
| 16e                          | 3      |
| 17e                          | 2      |
| 18e et moins                 | 1      |

#### Cycle et mises à jour
| Équipes historiques #1 |
| ---------------------- |
|                        |

Les calculs sont effectués après les tournois indiqués ci-dessus dans un groupe de deux cycles olympiques (8 ans). Le tournoi le plus ancien en dehors de la période de 8 ans est supprimé et remplacé par la compétition la plus récente
Cela signifie que dans chaque calcul, il y a :
- Quatre championnats continentaux
- Deux coupes du monde
- Deux tournois olympiques.

#### Exemple
Les 1000.0 points des États-Unis ont été calculés par cette méthode:
| Tournoi                                               | Position | Points | Poids | Résultat |
| ----------------------------------------------------- | -------- | ------ | ----- | -------- |
| Championnat du monde féminin de basket-ball 2010      | 1er      | 50     | 5     | 250      |
| Championnat des Amériques de basket-ball féminin 2011 | NQ       | 0      | 0.8   | 0        |
| Basket-ball aux Jeux olympiques d'été de 2012         | 1er      | 50     | 5     | 250      |
| Championnat des Amériques de basket-ball féminin 2013 | NQ       | 0      | 0.8   | 0        |
| Championnat du monde féminin de basket-ball 2014      | 1er      | 50     | 5     | 250      |
| Championnat des Amériques de basket-ball féminin 2015 | NQ       | 0      | 0.8   | 0        |
| Basket-ball aux Jeux olympiques d'été de 2016         | 1er      | 50     | 5     | 250      |
| Coupe des Amériques de basket-ball féminin 2017       | NQ       | 0      | 0.8   | 0        |
| Total                                                 | Total    | Total  | Total | 1000.0   |